# Wish You Were Here (canción de Avril Lavigne)
«Wish You Were Here» es una canción de la cantante canadiense Avril Lavigne, que fue lanzada como el tercer sencillo de su cuarto álbum de estudio Goodbye Lullaby (2011). Fue escrita por Lavigne, Max Martin y Shellback, y producida por los dos últimos. Se la puede considerar como una balada de pop rock suave, cuya letra habla de ese sentimiento de extrañar a alguien que sabes que no volverás a ver jamás; según Lavigne, la canción muestra su «lado vulnerable». La recepción de la crítica hacia la canción fue positiva, algunos críticos la elogiaron como la más destacada del álbum.
El vídeo musical que acompaña al sencillo fue dirigido por Dave Meyers, y se estrenó el 8 de septiembre de 2011. Lavigne describió el vídeo como «diferente a sus trabajos anteriores». Tras su lanzamiento en Internet, recibió opiniones variadas de la crítica especializada, quienes alabaron el retrato de las emociones de la cantante, y lo describieron como «oscuro». Lavigne añadió «Wish You Were Here» a la lista de canciones de su gira, The Black Star Tour.

## Antecedentes
«Wish You Were Here» fue escrita por Lavigne, Max Martin y Shellback, mientras que la producción estuvo a cargo de los dos últimos. En una entrevista telefónica con The Caprice, Lavigne confirmó que la canción sería el tercer —y posiblemente último— sencillo de Goodbye Lullaby. Durante otra entrevista con Artistdirect, la cantante dijo que la canción mostró su lado más vulnerable. Después de hablar con MTV de Lullaby, Lavigne describió su encuentro con Martin y el trabajo en «Wish You Were Here»:

«Juntos escribimos un par de canciones muy especiales. Es un poco difícil trabajar con alguien nuevo, pero cuando hice los coros de "Wish You Were Here", Max se puso de pie y estaba como 'estoy muy honrado de que estés aquí'. Fue un momento muy especial, él me entendió y yo lo entendía. Nos conectamos y lo pasamos muy bien, fue realmente mágico mi primer trabajo con él. Él es dulce».

## Recepción de la crítica
Jody Rosen, escritor de la revista Rolling Stone, describió «Wish You Were Here» como una «balada enérgica discordante». El editor principal de Allmusic, Stephen Thomas Erlewine, describió la canción como la más resaltante del álbum  Goodbye Lullaby. Asimismo, Al Fox de BBC Music dijo que es una de las canciones del álbum en la que Lavigne «se las arregló para comunicar un sentimiento real».
Bill Lamb de la página web About.com encontró «interesantes arreglos y composiciones musicales» en la canción. Al revisar Goodbye Lullaby, el editor de Digital Spy Robert Copsey llegó a la conclusión de que el tema principal de la canción se basa en las líneas «Yo puedo ser dura, puedo ser fuerte / pero contigo, no es así en absoluto», asociando la letra con el divorcio de Lavigne. Además, Copsey colocó a la canción en su lista de «posibles sencillos futuros».
En un plano más negativo, Mikael Wood de la revista Spin escribió que en canciones como «Wish You Were Here» o «Everyboy Hurts» aún se puede encontrar a «la mocosa ex-princesa punk, pero en su 'aburrida modalidad aflictiva'». De acuerdo con Jonathan Keefe de Slant Magazine, la canción no necesitaba «emplear palabras groseras para demostrar un sentimiento real», además opinó que los versos del coro se hacían repetitivos, debido al «maldita sea, maldita sea, maldita sea / lo que yo haría para tenerte aquí, aquí, aquí».

## Posicionamiento en listas
La canción alcanzó el puesto número 65 en el Billboard Hot 100 de los Estados Unidos y el número 64 en el Canadian Hot 100 de Canadá.

## Vídeo musical

### Antecedentes y sinopsis
El 9 de agosto de 2011, en su web oficial, Lavigne publicó dos fotos de la filmación del vídeo musical de «Wish You Were Here»; la primera de una flor roja, y la otra de sí misma acostada en un piso de madera. Lavigne adelantó que el vídeo sería «crudo y expuesto», a diferencia de sus vídeos anteriores «What the Hell» y «Smile». Dave Meyers fue el director del vídeo, previamente Meyers dirigió el vídeo de «Alice», canción compuesta e interpretada por Lavigne que formó parte de la banda sonora de la película Alicia en el País de las Maravillas.
| «El vídeo es muy sencillo, pero emotivo, crudo y real. Las lágrimas son reales... ¡sin cebolla!» — Avril Lavigne a través de las redes sociales. |

El 8 de septiembre, Lavigne publicó en su Twitter y Facebook: «Mi vídeo musical de 'Wish You Were Here' se acerca, será el día de mañana (y las lágrimas son reales... sin cebolla!)». Luego lo describió con más detalle; «es muy sencillo, pero emotivo, crudo y real». Se estrenó en el canal VEVO de la cantante el 9 de septiembre de 2011.
Inicia con Lavigne en una casa abandonada, semi oscura y con paredes de textura rústica, ella está tendida en el suelo de madera y rodeada de hojas de otoño. Se alza un poco sin pararse y comienza a cantar, recoge una margarita y le quita los pétalos para luego prenderla en fuego y agitarla en el aire. A medida que continúa cantando sobre la persona a quien extraña, Lavigne empieza a emocionarse y a llorar. Luego es mostrada acostada en una bañera en la que se sumerge completamente y de repente se levanta y canta el coro de la canción. Al final se la muestra mojada caminando hacía una ventana y la luz del sol le quita la nitidez a la imagen.

### Recepción del público
La reacción del público al vídeo musical fue positiva. Recibió aproximadamente 4 millones de reproducciones en Youtube en su primer día, superando a «What The Hell» que obtuvo 2,3 millones y a «Smile» con 1 millón de reproducciones el día de su estreno. Consiguió 11 millones de reproducciones a los cinco días y fue clasificado como el vídeo más visto de la semana en YouTube. Pronto se posicionó en el puesto número 25 de vídeos musicales de iTunes, posteriormente subiendo a la posición número 6. Según Derek Johnson de Long Island Press, la popularidad del vídeo en YouTube se debía a que Lavigne estaba mostrando otra faceta a los aficionados.
En diciembre del 2011 el vídeo llegó a más de 60 millones de visitas. Actualmente, para diciembre  de 2022 el vídeo cuenta con más de 459 millones de reproducciones.

### Recepción de los críticos

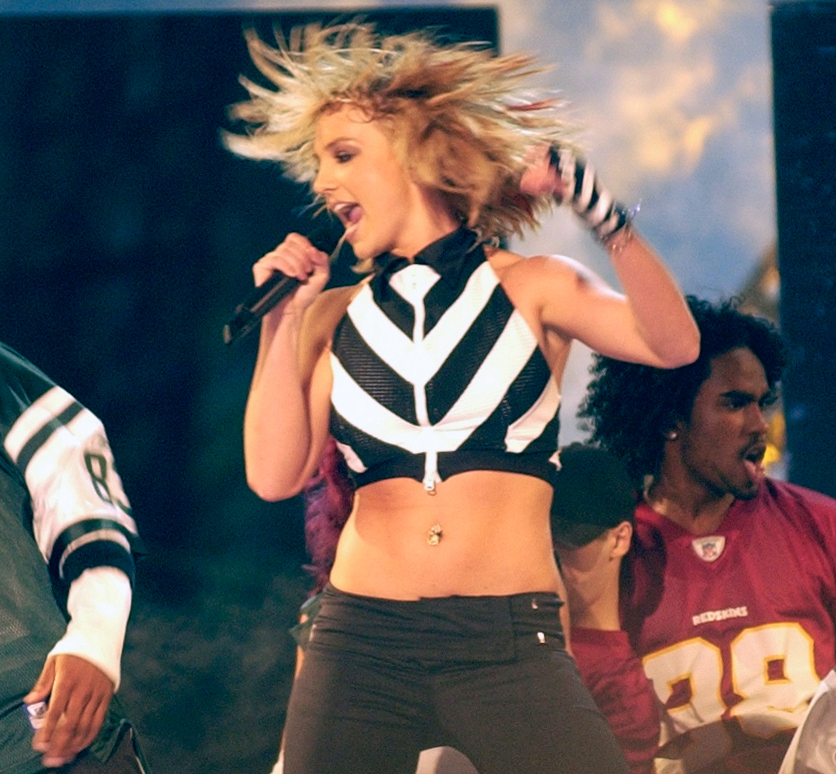
Una de las escenas fue comparada debido a su similitud con el vídeo de la canción «Everytime» (2004) de Britney Spears.

Un escritor de la revista Billboard simplemente llamó al vídeo «oscuro». Leah Greenblatt de Entertainment Weekly, dijo que Lavigne podría haber usado una máscara resistente al agua en el vídeo, pero llegó a la conclusión de que «no sería tan cinematográfico». Escribiendo para AOL, Marina Galperina concluyó que «a diferencia de otros vídeos recientes del álbum, este último es un poco sombrío».
Melinda Newman de Hitfix, comentó que la cantante «se ve maravillosamente angustiada, eso toma un montón de tiempo y enfoque para cualquier artista», sin embargo, agregó que «no es tan vergonzoso como el horrible vídeo de "What the Hell"». Amy Sciarretto de PopCrush dijo: «Es un video sombrío con Avril como la única estrella, en un lugar triste y oscuro. Incluso una cantante alegre como Avril no es inmune a la tristeza que conlleva una separación».
Escribiendo para las revistas Dose, Ottawa Citizen y The Vancouver Sun, Leah Collins le dio una crítica agridulce, diciendo que «esta vez Lavigne se sentía más emo que punk». Collins concluyó: «¿Qué es un vídeo de Avril sin al menos un acto adolescente inadecuado, de todos modos?». Katherine St Asaph de Pop Dust comparó la escena de Lavigne en la bañera con el vídeo musical de la canción «Everytime» de Britney Spears.

## Presentaciones en vivo
La cantante presentó por primera vez este tema, al igual que «Smile» y «Push», en su primer recital en Hong Kong que dio a principios del año 2011. También grabó una versión acústica en Wallmart Soundchek. La cantante seguiría promocionando «Wish You Were Here» en "T4" junto con «What The Hell», «Smile» y «Push». Avril tocó el tema para los participantes de Marjors & Minors. Promocionó el tema en su tour Black Star Tour.

## Formatos
Descarga digital de iTunes Store
1. «Wish You Were Here» – 3:45
2. «Wish You Were Here» (versión acústica) – 3:45

Sencillo en CD (Estados Unidos)
1. «Wish You Were Here» – 3:45
2. «Wish You Were Here» (versión acústica) – 3:45

Sencillo en CD de lujo (Estados Unidos) / Descarga digital de iTunes Store
1. «Wish You Were Here» – 3:45
2. «Wish You Were Here» (versión acústica) – 3:45
3. «Smile» (versión acústica) – 3:33
4. «Wish You Were Here» (vídeo musical) – 3:45

Sencillo en CD (edición para fanáticos limitada)
1. «Wish You Were Here» – 3:45
2. «Wish You Were Here» (versión acústica) – 3:45
3. «Smile» (versión acústica) – 3:33
4. «What The Hell» (versión acústica) – 3:41

## Créditos y personal
- Compositores - Avril Lavigne, Max Martin, Shellback
- Producción y grabación - Max Martin, Shellback
- Ingeniería de sonido - Michael Ilbert
  - Asistente de ingeniero de sonido - John Hanes
- Mezcla - Serban Ghenea
  - Asistente de ingeniero de mezcla - Tim Roberts
- Percusión, guitarra y bajo eléctrico - Shellback
- Teclados - Max Martin

## Posicionamiento en listas
| Listas (2011-12)                   | Mejor posición |
| ---------------------------------- | -------------- |
| Bélgica (Ultratop) Flanders        | 4              |
| Bélgica (Ultratop) Wallonia        | 34             |
| Canadá (Canadian Hot 100)          | 64             |
| Corea del Sur (Gaon)               | 6              |
| Eslovaquia (Radio Top 100)         | 68             |
| Estados Unidos (Billboard Hot 100) | 65             |
| Estados Unidos (Adult Top 40)      | 20             |
| Estados Unidos (Mainstream Top 40) | 30             |
| Hungría (Rádiós Top 40)            | 35             |
| Italia (FIMI)                      | 59             |
| Japón (Japan Hot 100)              | 90             |
| Japón (Adult Contemporary Airplay) | 33             |
| Líbano (Lebanese Top 20)           | 3              |

## Historial de lanzamiento
| País          | Fecha                    | Disquera    | Formato        |
| ------------- | ------------------------ | ----------- | -------------- |
| Nueva Zelanda | 31 de julio de 2011      | Sony Music  | Radio airplay  |
| Polonia       | 12 de septiembre de 2011 | Sony Music  | Radio airplay  |
| Reino Unido   | 16 de octubre de 2011    | RCA Records | Sencillo en CD |